# Тайфунник Бульвера
Тайфунник Бульвера (лат. Bulweria bulwerii) — вид морских птиц из семейства буревестниковых (Procellariidae). Назван в честь английского натуралиста Джеймса Бульвера (англ. James Bulwer).
Обитает на мелких островах у побережья Новой Зеландии. На кочёвках встречается у южных Курильских островов. Длина тела — 26—28 см, размах крыльев — 68—73 см. Во время быстрого извилистого полёта ловит добычу с поверхности океана. Гнездится колониями.
МСОП присвоил таксону охранный статус «Виды, вызывающие наименьшие опасения» (LC).